# Celestus adercus
Celestus adercus là một loài thằn lằn trong họ Anguidae. Loài này được Savage, Lips & Ibanez mô tả khoa học đầu tiên năm 2008.